# Operation Mekong
Operation Mekong (湄公河行动) és una pel·lícula d'acció i ficció criminal xinesa-hongkongnesa de 2016 dirigida per Dante Lam i protagonitzada per Zhang Hanyu i Eddie Peng. La pel·lícula està basada en la Massacre del riu Mekong de 2011. Es va estrenar a la Xina el 30 de setembre de 2016 i es va convertir en una de les les pel·lícules més taquilleras de la Xina.

## Argument
A la regió del Triangle d'Or del riu Mekong, hi ha una secció coneguda com la "Porta de l'infern". Dos vaixells mercants xinesos van ser atacats per assaltants no identificats mentre passaven per aquesta zona. Més tard, l'exèrcit tailandès va fer una roda de premsa, acusant els vaixells mercants d'estar implicats en el tràfic de drogues. Tot i que es va afirmar que tots els membres de la tripulació havien fugit, aviat es van descobrir els cossos de 13 tripulants xinesos, tots brutalment assassinats. Aquest incident impactant va atreure una gran atenció de la policia xinesa. Gao Gang (interpretat per Zhang Hanyu), el capità de la Unitat Antinarcòtics del Departament de Seguretat Pública Provincial de Yunnan, va ser assignat per dirigir un grup de treball a Tailàndia. Allà, es va unir amb l'oficial d'intel·ligència Fang Xinwu (interpretat per Eddie Peng) per investigar. Segons la intel·ligència, el cas va ser orquestrat pel famós cap de la droga del Triangle d'Or, Naw Khar. Codiciós i despietat, Naw Khar va suposar una gran amenaça per a la seguretat del transport a la regió del riu Mekong. Per portar-lo davant la justícia, la Xina, Laos, Myanmar i Tailàndia van llançar patrulles conjuntes. Mentre centraven els esforços a desmantellar les bases de producció de drogues de Naw Khar, Gao Gang i el seu equip es van aventurar a un territori perillós, entaulant-se en una ferotge batalla contra els inhumans narcotraficants...
La pel·lícula està basada en la Massacre del riu Mekong de la vida real.

## Repartiment
- Zhang Hanyu com a Gao Gang
- Eddie Peng com a Fang Xinwu
- Feng Wenjuan com a Guo Bing "Afrodita"
- Sun Chun com a Yu Ping
- Chen Baoguo com a ministre de Seguretat Pública Jiang Haifeng
- Liu Xianda com a Xie Wenfeng "Ícar" (哪吒 que significa Nezha)
- Jonathan Wu Linkai com a Kuai Yitong "Hermes"
- Zhao Jian com a Guo Xu "Poseidó"
- Zhan Liguo com a Fu Baowei "Panoptes" (二郎 que significa Erlangshen)
- Shi Zhanjie Jiang Xing "Ares" (木星 que significa Júpiter)
- Wu Xudong com a líder de l'equip Wild Bull
- Carl Ng com a Pierre
- Pawalit Mongkolpisit com a Naw Khar
- Vithaya Pansringarm com a P'Som
- Ken Lo com a Xing Deng
- Ron Weaver com a Puja
- Ganesh Acharya com el senyor Zar
- Mandy Wei com a xicota de Fang Xinwu (aparença)

Els membres de l'operació tenen àlies: a la versió xinesa reben el nom de divinitats de la religió popular xinesa, mentre que a les versions en anglès els noms es canvien a deïtats de la Mitologia grega.

## Producció
La fotografia principal va començar el 13 de setembre de 2015 i es va acabar el 31 de gener de 2016. Els llocs de rodatge inclouen Xina (Pequín i Yunnan), Myanmar i Tailàndia (Bangkok), però algunes escenes inclouen el grup de treball HQ i un altre lloc a Penang, Cameron Highlands Pahang i Perak.

## Llançament
Operation Mekong es va publicar el 30 de setembre de 2016. Es tracta d'un incident que va ocórrer al districte de Chiang Saen de la província de Chiang Rai el 5 d'octubre de 2011 quan 13 membres de la tripulació xinesa de dos vaixells de càrrega van ser assassinats per una xarxa de narcotràfic de Myanmar.
El primer ministre tailandès Prayut Chan-o-cha, responent a la notícia de l'estrena imminent de la pel·lícula, va dir que la pel·lícula seria prohibida a Tailàndia si es trobava que "danyava" el país. "He ordenat a les autoritats que comprovin el contingut d'Operation Mekong. Si és perjudicial, es prohibirà", va dir el general Prayut. Alguns creuen que el motiu del nerviosisme del seu govern és que se sap que les tropes tailandeses, el grup de treball "d'elit" antidroga de Pa Muang, havien estat a l'escena de la massacre. Nou soldats foren arrestats, però "..des d'aleshores han desaparegut del sistema de justícia." Naw Kham, un cap de la droga del Triangle Daurat cap de la droga, i la seva banda van ser considerats culpables d'atacar els dos vaixells de càrrega xinesos en connivència amb soldats tailandesos. Va ser executat el març de 2013 a la Xina juntament amb tres còmplices, inclòs un tailandès.

## Recepció
La pel·lícula ha recaptat 1.170 milions de reminbi a la taquilla xinesa.
Jessica Kiang, de Variety, va afirmar que Operation Mekong "passa de pressa amb una vertiginosa i propulsora fins als títols finals, que dediquen la pel·lícula als pescadors morts i detalla el destí de l'autèntic Naw Kham." Kiang va afirmar que la sensació d'escapament de la pel·lícula pot veure's interferida per les referències a tragèdies de la vida real.

## Premis i nominacions

### Elogis
| Premi                                            | Categoria                    | Nominat                                                      | Resultat  | Ref.        |
| ------------------------------------------------ | ---------------------------- | ------------------------------------------------------------ | --------- | ----------- |
| 34ns Premis Cent Flors                           | Millor Director              | Dante Lam                                                    | Nominat   | [ 7 ]       |
| 34ns Premis Cent Flors                           | Millor guió                  | Dante Lam, Zhu Jingqi, Liu Xiaoqun, Tan Huixian, Lin Mingjie | Nominat   | [ 7 ]       |
| 34ns Premis Cent Flors                           | Millor Actor                 | Zhang Hanyu                                                  | Nominat   | [ 7 ]       |
| 34ns Premis Cent Flors                           | Millor actriu de repartiment | Feng Wenjuan                                                 | Nominat   | [ 7 ]       |
| 31ns Premis Golden Rooster                       | Millor pel·lícula            | Operation Mekong                                             | Guanyador | [ 8 ] [ 9 ] |
| 31ns Premis Golden Rooster                       | Millor director artístics    | Li Jianwei                                                   | Nominat   | [ 8 ] [ 9 ] |
| 12è Festival de Cinema Xinès-Americà             | Premi Golden Angel           | Operation Mekong                                             | Guanyador | [ 10 ]      |
| 12è Festival de Cinema Xinès-Americà             | Millor actor                 | Zhang Hanyu                                                  | Guanyador | [ 10 ]      |
| 12è Festival de Cinema Xinès-Americà             | Millor productor             |                                                              | Guanyador | [ 10 ]      |
| 13è Festival de Cinema d'Estudiants de Guangzhou | Pel·lícula més popular       | Operation Mekong                                             | Guanyador |             |
| 24è Beijing College Student Film Festival        | Millor actor                 | Zhang Hanyu                                                  | Nominat   |             |
| 24è Beijing College Student Film Festival        | Millor actor                 | Eddie Peng                                                   | Nominat   |             |
| 24è Beijing College Student Film Festival        | Millors efectes visuals      |                                                              | Nominat   |             |
| 24è Beijing College Student Film Festival        | Pel·lícula favorita          | Operation Mekong                                             | Guanyador |             |
| 24è Beijing College Student Film Festival        | Actor preferit               | Zhang Hanyu                                                  | Guanyador |             |